# Сосновка (Белорецкий район)
Сосно́вка (баш. Ҡарағай) — село в Белорецком районе Республики Башкортостан России. Центр Сосновского сельсовета.

## География

### Географическое положение
Находится на берегу реки Белой.
Расстояние до:
- районного центра (Белорецк): 16 км,
- ближайшей ж.-д. станции (Белорецк): 8 км,
- города Магнитогорска: 95 км.

## Население
| 2002 | 2009 | 2010 |
| ---- | ---- | ---- |
| 779  | ↗870 | ↘723 |

Национальный состав
Согласно переписи 2002 года, преобладающая национальность — башкиры (63 %).

## Памятники
- Памятник землякам, погибшим в Великой Отечественной войне[5]

## Религия
В селе есть мечеть Талип.

## Интересные факты
В Сосновке снимали эпизоды телевизионного фильма «Вечный зов».